# Uchida Kuichi

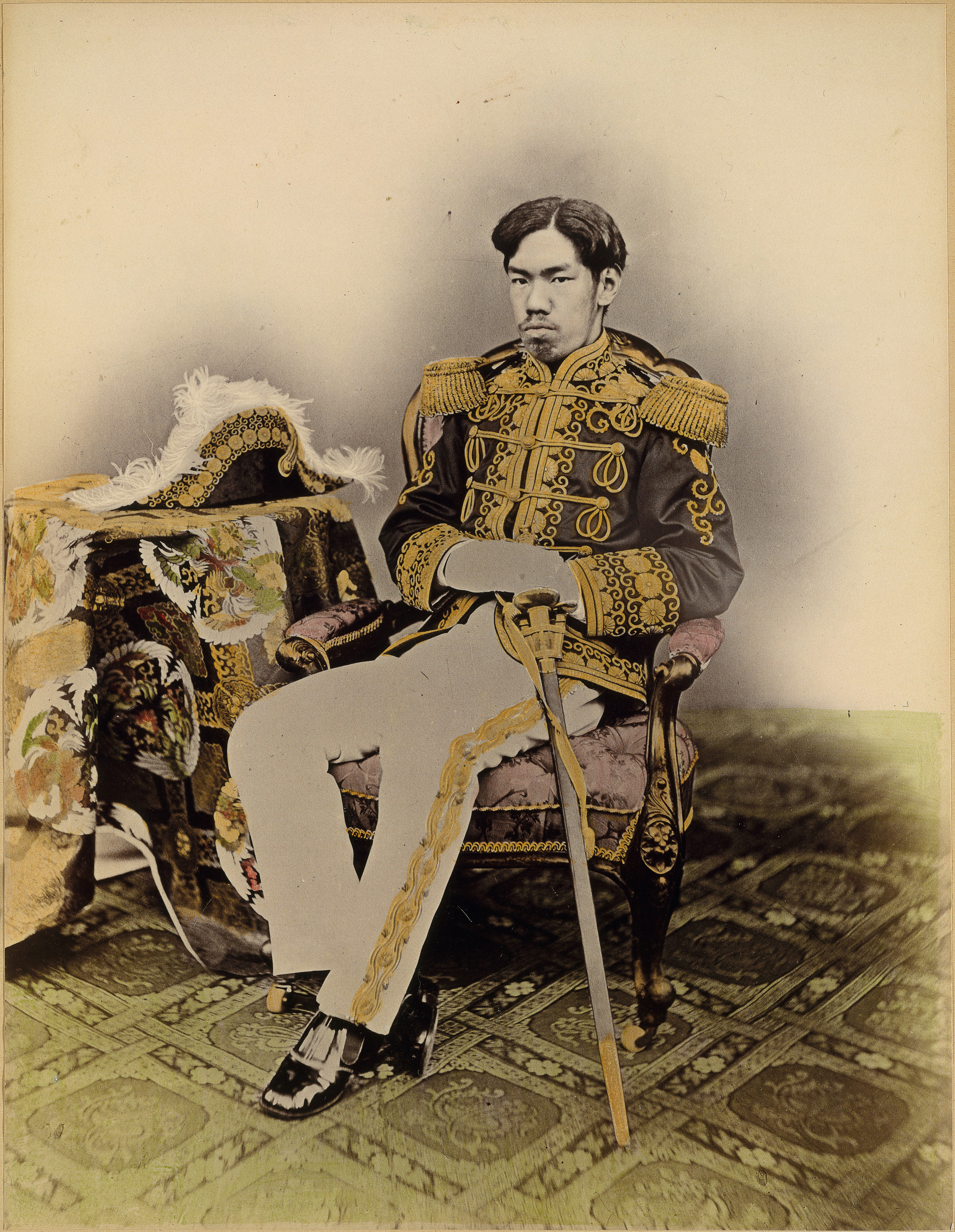
L'empereur Meiji en tenue militaire, 1873.

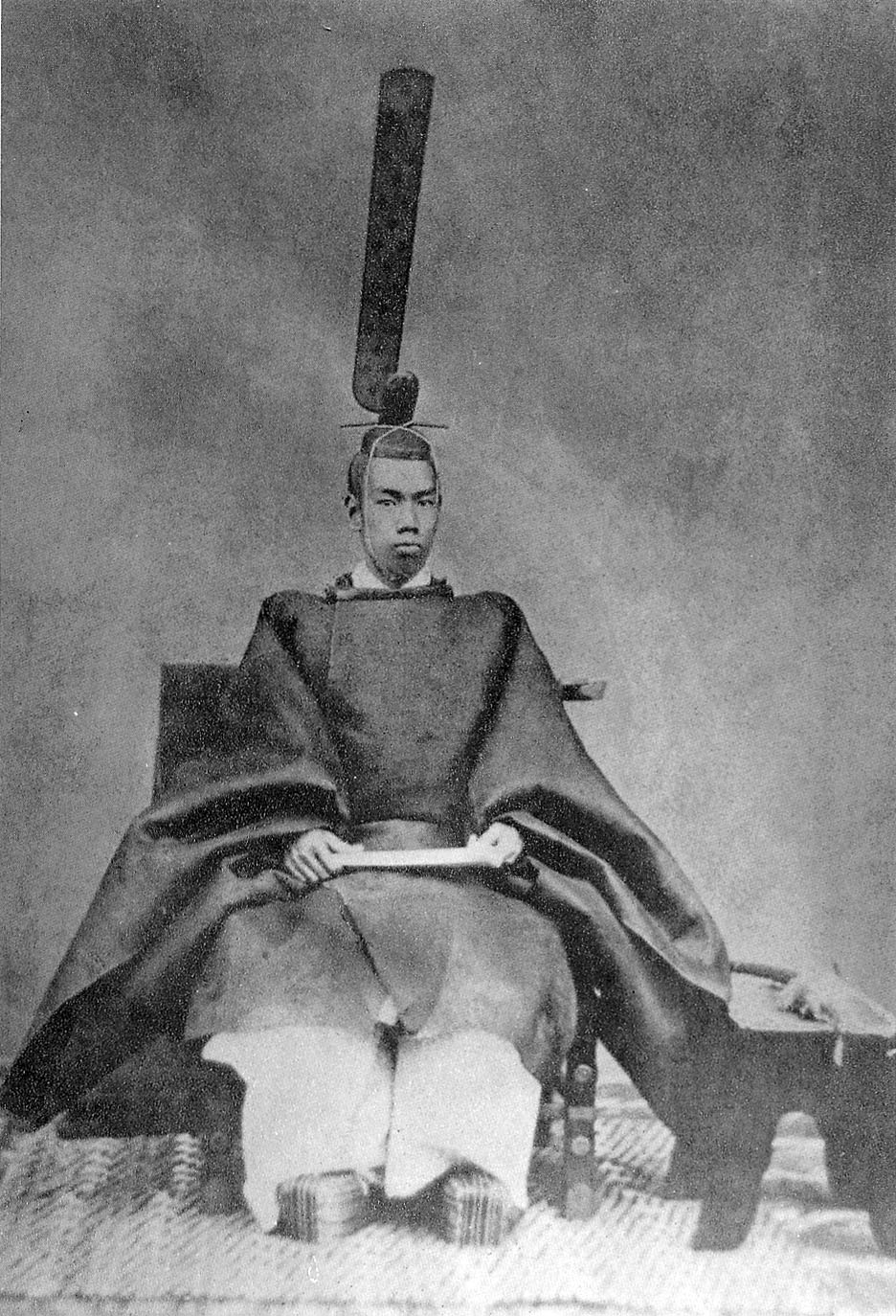
L'empereur Meiji en habits traditionnels.

L'impératrice consort Haruko (connue après sa mort sous le nom d'impératrice Shōken), 1872.

Pour les articles homonymes, voir Uchida.
Uchida Kuichi (内田 九一) est un photographe japonais né en 1844 à Nagasaki et mort de la tuberculose le 17 février 1875 à Tokyo. Reconnu de son vivant comme un grand photographe, il a été le seul à avoir l'autorisation de photographier l'empereur Meiji, honneur suprême, l'empereur étant considéré comme un dieu et ne se montrant presque jamais en public.

## Biographie
Après la mort de son père, Uchida Kuichi est adopté à l'âge de 13 ans par le médecin Jun Matsumoto (ou Ryōjun Matsumoto de son ancien nom) (1832 - 1907), qui apprenait la photographie à l'époque auprès de J. L. C. Pompe van Meerdervoort (1829 - 1908).
Uchida étudie la photographie auprès de Ueno Hikoma à Nagasaki, sa ville natale. À seize ans, il s'achète son premier équipement photographique et en 1863, à l'âge de 19 ans, il importe et revend du matériel photographique. Il ouvre son premier studio photographique à Osaka en 1865 en association avec Morita Raizō ; il s'agit du premier studio de la ville.
En 1868, Uchida déplace son studio à Bashamichi dans la ville de Yokohama avant de s'établir l'année suivante dans le quartier d'Asakusa, à Edo (ancien nom de Tōkyō) dans un splendide bâtiment de style occidental, le Kuichi Dômanjû (九一堂万寿). À son inauguration, des hikifuda (引札)), tracts en xylographie coloriée, sont distribués en grand nombre dans toute la ville. Il est bientôt reconnu comme le meilleur photographe de portrait de la ville.
Grâce à l'excellente réputation qu'il s'était forgée, il reçoit le privilège de photographier l'empereur Meiji. Une première séance a lieu en 1872 sur demande de la chancellerie (宮内省 Kunaishô) durant laquelle Uchida photographie l'empereur deux fois, ainsi que l'impératrice Haruko. Sur ces clichés, l'empereur arbore deux costumes traditionnels : une robe longue dite sokutai (束帯) dans un cas, une robe courte dite konôshi (小直衣) dans l'autre. Bien que ces portraits n'aient pas été révélés au public à l'époque, des peintres comme Goseda Hôryû en ont réalisé des reproductions de type Shashin-e (写真絵), style de peinture ayant une photographie pour modèle.
En 1873, Kuichi photographie de nouveau l'empereur, cette fois-ci en tenue militaire : ce cliché devient le portrait officiel du souverain,. Des copies sont données aux chefs d'État étrangers et affichées dans les préfectures et les écoles japonaises, mais il était strictement interdit d'en faire commerce. Néanmoins, beaucoup de copies du cliché se sont retrouvées sur le marché. Nombre de ces copies ont été mises en couleurs a posteriori par des photographes tels que Kusakabe Kimbei.

Portrait de l'empereur Meiji mis en couleurs par Kusakabe Kimbei.

L'empereur ne sera plus photographié avant 1888 ou 1889.
En 1872, Uchida est commissionné pour accompagner l'empereur dans une grande tournée à travers le pays, et il prend de nombreuses photographies des habitants et des villes et villages sur le trajet. Il n'est cependant pas autorisé à photographier l'empereur.
Uchida Kuichi s'enrichit considérablement grâce à son métier ; sa vie est le sujet d'une pièce de kabuki en 1870 et il existe des estampes de type Ukiyo-e (浮世絵) où son nom est mentionné ; notamment une de Toyohara Kunichika où l'on peut distinguer le nom de Kuichi au dos d'une des cartes de visite que la geisha contemple.

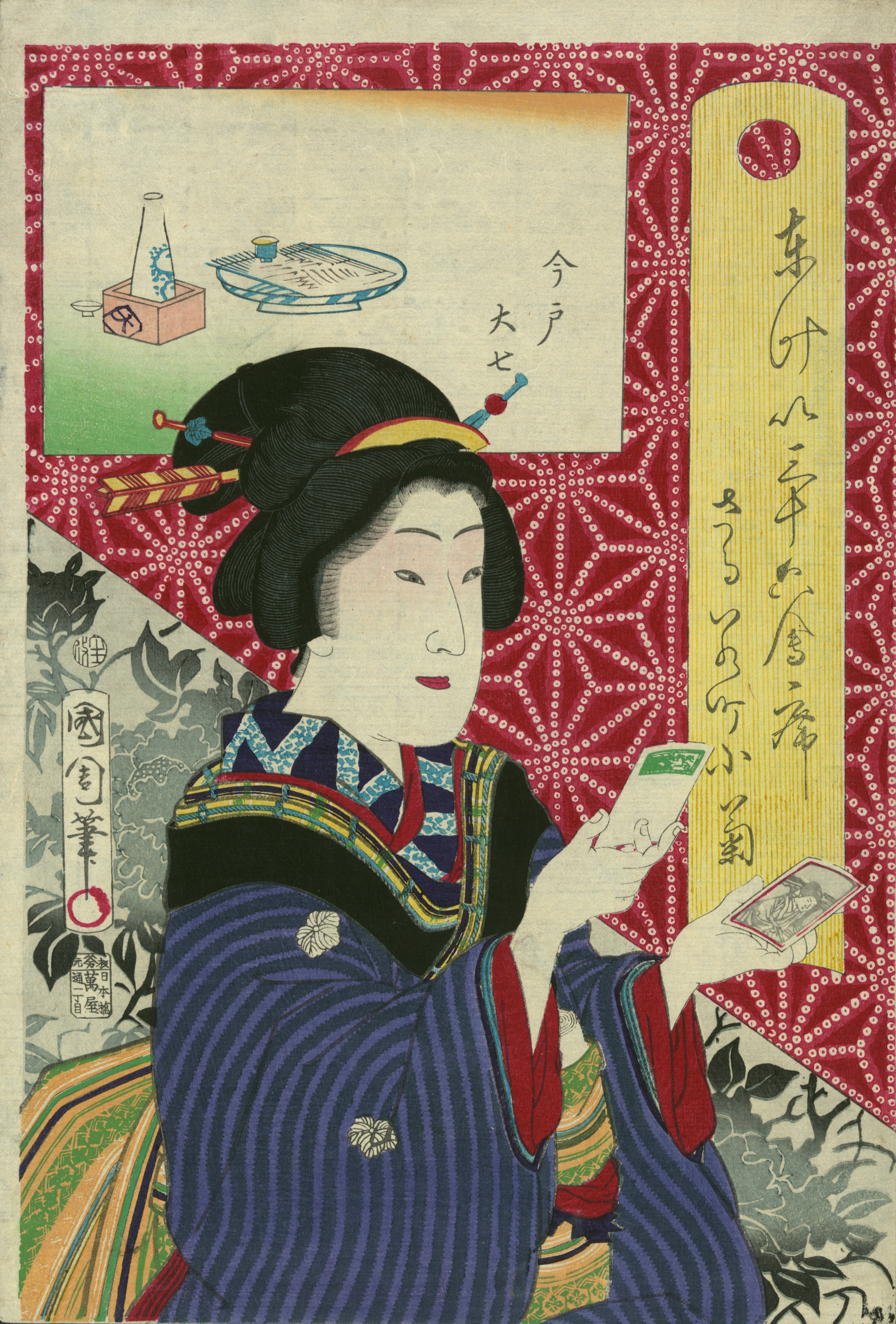
Estampe de Toyohara Kunichika sur laquelle on distingue le nom de Kuichi 九一 au dos d'une des cartes que la geisha contemple.

Uchida Kuichi meurt très jeune, à 30 ou 31 ans, de la tuberculose, le 17 février 1875 à Tokyo.

## Quelques photographies
Les plus célèbres photographies de paysage attribuées à Uchida sont sans doute quatre clichés de Nagasaki, coloriés par Kusakabe Kimbei formant un panorama, réalisé au cours du voyage impérial de 1872 : sur la photographie de gauche figurent deux tori-i et sanctuaires shintô, le Ebisu-jinja ; sur les deux photographies centrales, apparaîssent la flotte impériale au loin, mouillant dans la baie, ainsi que deux personnages japonais assistant à la scène ; sur la dernière vue, la plus à droite, se trouve l'aciérie de Nagasaki.
Parmi les autres clichés réalisés au cours du voyage impérial, figurent deux photographies du château de Kumamoto, vu sous un angle différent. Sur la deuxième, on aperçoit quelques personnages dans un coin de la composition : Uchida aimait faire poser des figurants afin de mettre en valeur les paysages et les monuments qu'il immortalisait.

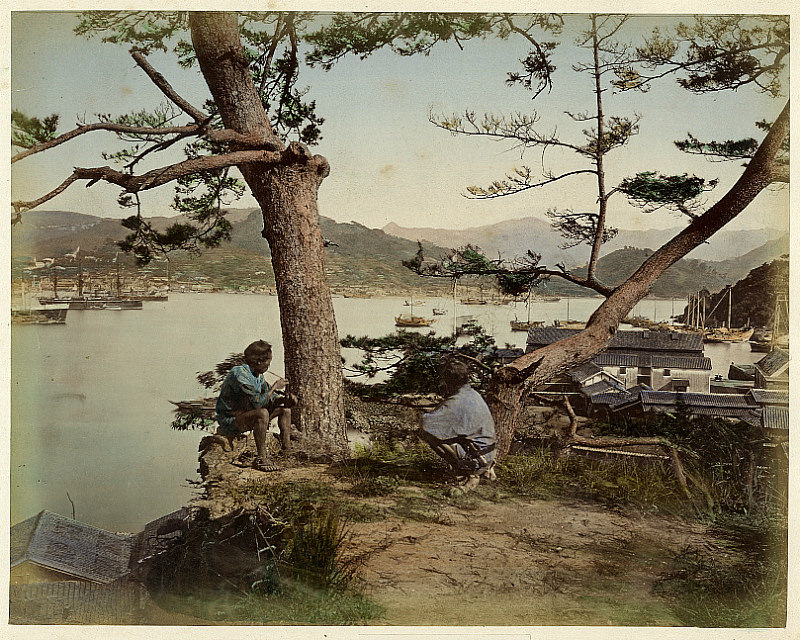
Vue de Nagasaki, vers 1870.
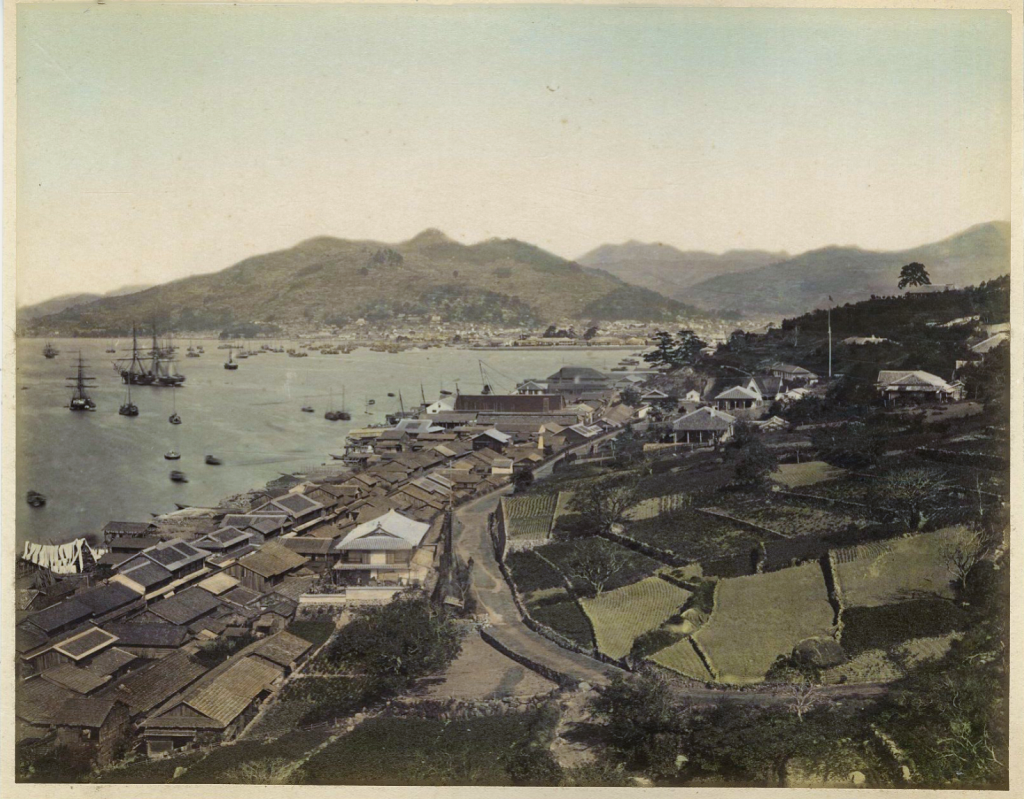
Vue de Nagasaki, vers 1870.
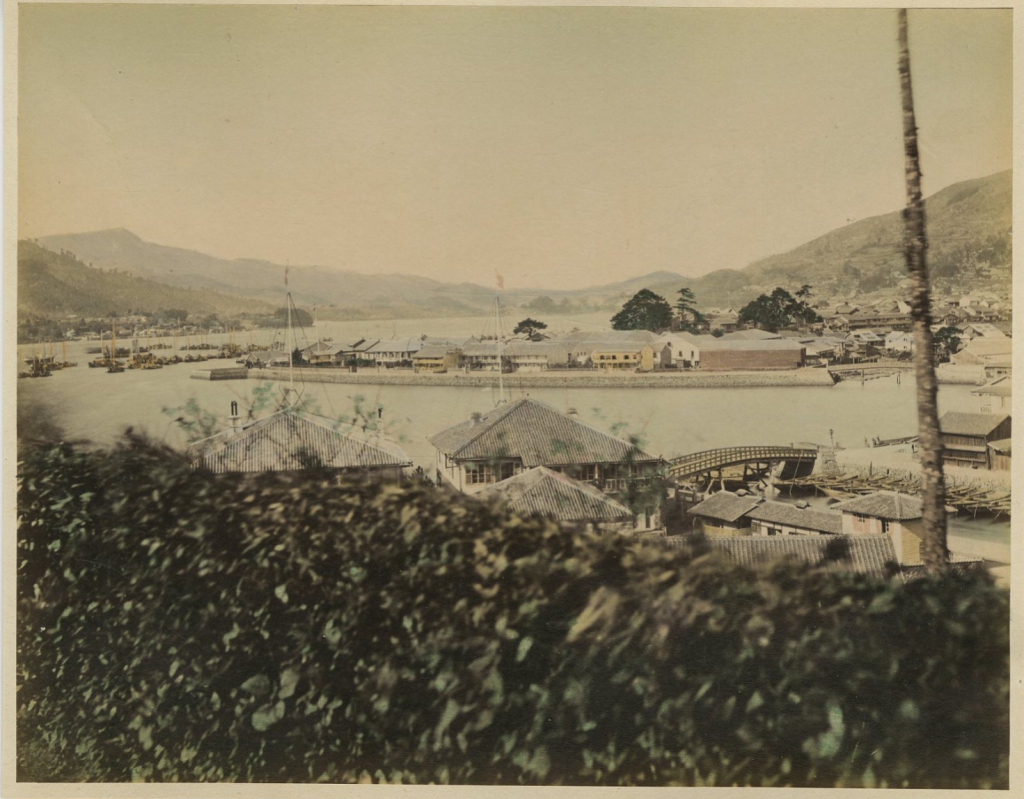
L'île Dejima dans la baie de Nagasaki, vers 1870.
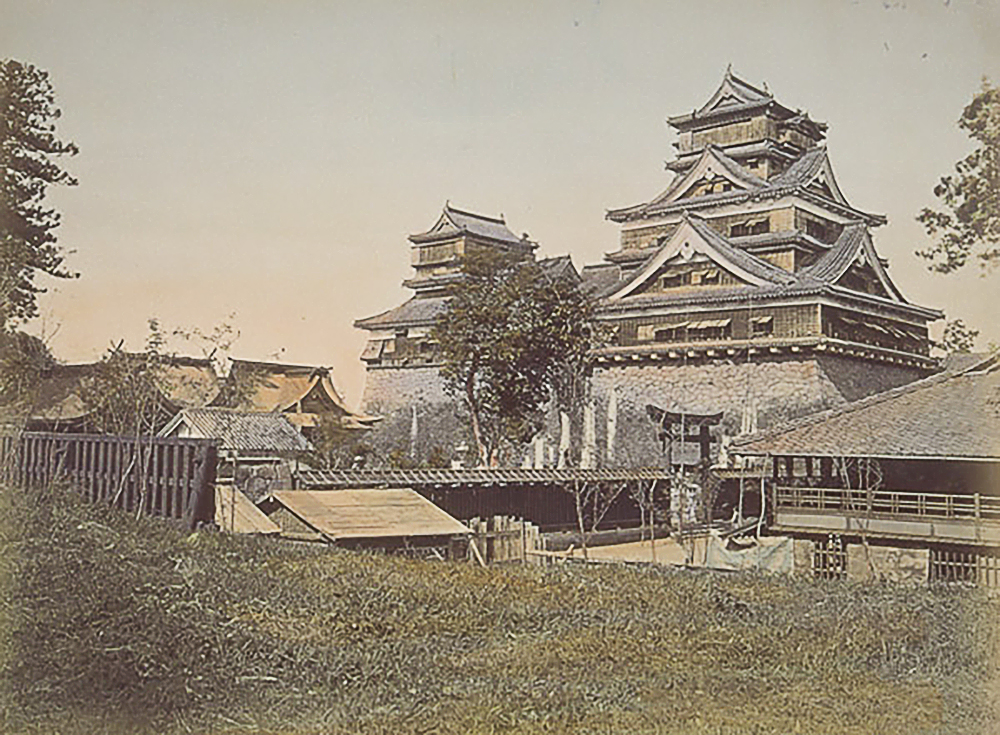
Château de Kumamoto, 1871-1874.
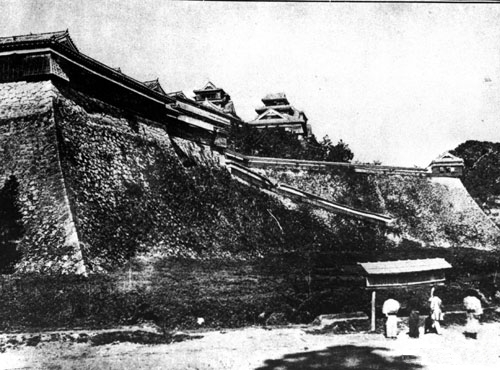
Détail du château de Kumamoto, 1872.